# Glenea coeruleosignata
Glenea coeruleosignata là một loài bọ cánh cứng trong họ Cerambycidae.